# Люкке, Пауль
Па́уль Лю́кке (нем. Paul Lücke; 13 ноября 1914, Шёнборн, Рейнская провинция — 10 августа 1976, Эрланген) — немецкий политик и государственный служащий. Федеральный министр транспорта, строительства и жилищного хозяйства в 1957—1965 годах, федеральный министр внутренних дел в 1965—1968 годах.

## Биография
Окончив народную школу, Пауль Люкке в 1928—1931 годах выучился на слесаря, в 1935 году отслужил в армии. Участвовал в работе организаций католической молодёжи. Во время Второй мировой войны служил в артиллерии, а также работал в области машиностроения в Берлине. В 1944 году лишился ноги в результате нападения борцов Сопротивления и временно утратил зрение. После войны служил муниципальным чиновником. С 1945 года состоял в ХДС. В 1966—1969 годах занимал должность заместителя председателя партии. В 1949—1972 годах являлся депутатом бундестага, возглавлял комитет по реконструкции и жилищному строительству в 1950—1957 годах.
29 октября 1957 года Пауль Люкке был назначен федеральным министром жилищного строительства в правительстве Конрада Аденауэра. С 14 ноября 1961 года его должность называлась «федеральный министр регионального планирования, строительства и городского развития». Пауль сохранил за собой министерский портфель и в первом составе правительства Людвига Эрхарда.
После выборов в бундестаг 1965 года Пауль Люкке 26 октября 1965 года был назначен федеральным министром внутренних дел во втором кабинете Людвига Эрхарда. Он также сохранил за собой этот министерский пост и в коалиционном правительстве Курта Георга Кизингера до декабря 1966 года. Люкке подал в отставку 2 апреля 1968 года, его преемником стал Эрнст Бенда.
Пауль Люкке был женат, отец шести детей. Его дочь Мария Терезия Опладен (род. 1948) являлась депутатом ландтага Северного Рейна — Вестфалии и бургомистром Бергиш-Гладбаха. Похоронен в Бенсберге.

## Публикации
- Paul Lücke: Ist Bonn doch Weimar? Der Kampf um das Mehrheitswahlrecht. Frankfurt am Main 1968